# Логінов Сергій Олексійович
Логінов Сергій Олексійович — старшина Дієвої армії УНР.
Народився у Полтаві. 
Останнє звання у російській армії — полковник.
З 10 березня 1918 р — старший діловод Головного артилерійського управління Армії УНР. З 22 жовтня 1918 р до осені 1919 р. — начальник відділу збереження та ремонту майна Головного артилерійського управління Армії Української Держави, згодом — Дієвої армії УНР. 
Подальша доля невідома.